# Tweede Kamerverkiezingen 1981/Kandidatenlijst/Nederlandse Evolutie Partij
Dit is de kandidatenlijst voor de Tweede Kamerverkiezingen 1981 van de Nederlandse Evolutie Partij. De partij deed alleen mee in kieskring XI (Haarlem).

## De lijst
1. A.M. Tuip - 50 stemmen
2. G.L. Sassen - 6
3. C.J.J. Conijn - 14

PvdA · CDA · VVD · D'66 · SGP · PPR · CPN · GPV · PSP · Rechtse Volkspartij · DS'70 · RKPN · Partij van Rijksgenoten · Kleine Partij · God Met Ons · Nederlandse Evolutie Partij · Leefbaar Nederland · SP · De Vrede Partij · RPF · Realisten '81 · IKB · NVU · Centrumpartij · Partij tot Likwidatie van Nederland · Wereld Welzijns Bewustwording · EVP · SOS